# Vilhelm Beck

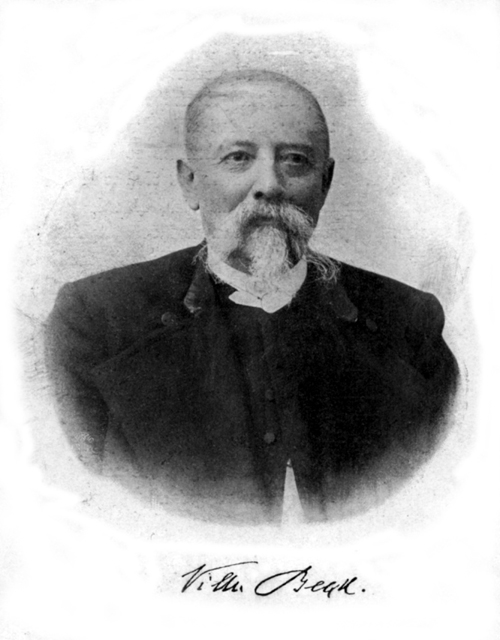
Vilhelm Beck.

Johan Vilhelm Beck, född 30 december 1829, död 30 september 1901, var en dansk präst och ledare för Kirkelig Forening for den Indre Mission i Danmark.

## Biografi
Beck föddes i Ørslev vid Slagelse på Själland, blev 1865 kyrkoherde i Ørum
nära Grenå i Jylland och 1874 i sin födelsesocken, efter att 1856-65 ha varit kaplan hos sin fader. Redan 1861 ledare av "Indre Mission", fick han denna organisation omdanad till uttryck för en kraftig väckelseriktning. 
Denna förening växte småningom till en andlig makt i landet och vann synnerligen stor anslutning i flera landsändar, framför allt i Jylland. Från 1862 utgav Beck själv dess tidning, som 1900 hade uppnått ett prenumerantantal av 16 000, och från 1890 dessutom ett tilläggsblad, som hade 3 800 prenumeranter. 
Han utövade likaledes en utomordentlig verksamhet som kringresande predikant och ägde ett närmast obegränsat inflytande på sina anhängare. Beck hade böjelse för våldsamma uttryck. Hans förkunnelse var allvarligt kristlig och strängt ortodox, men bar en pietistisk
prägel samt stod i avgjord motsättning både till grundtvigianismen och den vetenskapliga teologin. 
I synnerhet hade han 1896 en häftig sammanstötning med universitetets professorer, emedan de enligt hans mening genom att hylla den nya bibelkritiken inte visade Bibeln tillbörlig vördnad. 